# كارابانا
كارابانا (بالإنجليزية: Carabaña) هي بلدية ومدينة في منطقة الحكم الذاتي وتقع في منطقة مدريد في وسط إسبانيا. تبلغ مساحة هذه المدينة 49 (كم²)، ويبلغ عدد سكانها 2052 نسمة حسب إحصاء سنة 2012 م.

## وصلات خارجية
- http://www.carabana.es/ نسخة محفوظة 27 نوفمبر 2004 على موقع واي باك مشين.